# Maria Koepcke
Maria Koepcke (nazwisko zapisywane również jako także Köpcke; ur. 15 maja 1924 w Lipsku, zm. po 24 grudnia 1971) – niemiecko-peruwiańska ornitolog.

## Życie i praca
Koepcke, początkowo znana jako Maria Emilie Anna von Mikulicz-Radecki, urodziła się 15 maja 1924 w Lipsku w Republice Weimarskiej. Dziadkiem Marii był niemiecko-polski chirurg Jan Mikulicz-Radecki, ojcem – Felix Mikulicz-Radecki, który w 1921 poślubił Käthe Finzenhagen.
Maria Koepcke uzyskała stopień doktora zoologii na Uniwersytet Chrystiana Albrechta w Kilonii w 1949. Następnie przeprowadziła się do Peru w 1950, gdzie 24 czerwca poślubiła zoologa Hansa-Wilhelma Koepckego. Razem pracowali nad większością swoich publikacji naukowych. Mieli córkę, Juliane Koepcke.
Mimo że Maria Koepcke była drobnej postury, wykazywała się dużą witalnością i entuzjazmem, jak określono we wspomnieniu, zaraźliwym. Wykładała na Uniwersytecie Świętego Marka w Limie. W latach 1953–1958 odpowiadała za sekcję ptaków i ssaków w Muzeum Historii Naturalnej „Javier Prado”, której przewodziła do swojej śmierci. Maria Koepcke opublikowała 22 prace w językach: niemieckim, hiszpańskim i angielskim, a przy opracowywaniu kolejnych 11 współpracowała z mężem. Samodzielnie wykonywała również piórkiem i tuszem ilustracje do wspólnych publikacji. Zilustrowała wszystkie gatunki ptaków w swoim dziele Las aves del Departamento de Lima (wydanie anglojęzyczne ukazało się w 1970). Wykonała również ilustracje ptaków na pięć lotniczych znaczków pocztowych, w momencie ukazania się wspomnienia na łamach „The Auk” były one już w obiegu. Udzielała się lub była członkinią kilku organizacji ornitologicznych (American Ornithologists’ Union [1962], Senckenbergische Naturforschungs-Gesellschaft, Asociacion Ornitologica de la Plata of Argentina), współpracownikiem w pracach polowych Cornell Laboratory of Ornithology oraz aktywnym członkiem Comité Nacional de Protección a la Naturaleza of Peru i Deutsche Ornithologen Gesellschaft.
Koepcke opisała 10 nowych podgatunków ptaków, dwa nowe gatunki garncarzy (koszykarek kaktusowy (Pseudasthenes cactorum) oraz ogończyk szarogłowy (Synallaxis zimmeri)) oraz jeden rodzaj i zarazem gatunek bławatnika – jemiołusznika. Po śmierci mąż dokończył jej dzieło Las aves silvestres de importancia económica del Perú.

## Śmierć
24 grudnia 1971 Koepcke podróżowała ze swoją 17-letnią córką, Juliane Koepcke z Limy do Pucallpa, aby dołączyć do męża podczas świąt. Samolot napotkał silną burzę, został rażony piorunem i rozpadł się około 2 mil (3,2 km) nad lasem amazońskim. Maria i Juliane Koepcke siedziały na fotelach obok siebie, jednak rozdzieliły się podczas spadania (Juliane pozostawała przypięta do ułożonych w rząd siedzeń). Juliane Koepcke była jedyną z 92 osób, która przeżyła. Miała złamany obojczyk i zranione oko, jednak po około 10 dniach dotarła do prowizorycznego obozowiska drwali i 3 stycznia 1972 została ocalona. Według Juliany Koepcke, po powrocie do ojca przez kilka kolejnych dni wyczekiwali informacji o matce; ciało Marii Koepcke odnaleziono 12 stycznia. Ze względu na odniesione obrażenia straciła możliwość poruszania się, jednak nie zmarła od razu, a kilka dni po katastrofie.

### Upamiętnienie
Koepcke została upamiętniona w nazwach naukowych:
- syczoń andyjski, Megascops koepckeae[8]
- pustelnik peruwiański, Phaethornis koepckeae[8]
- kacykowiec żółtorzytny, Cacicus koepckeae[8]
- czubacz peruwiański, Pauxi koepckeae[9]
- jaszczurka Microlophus koepckeorum (dopełniacz l. mn.), razem z mężem[10]